# Daniel von dem blühenden Tal

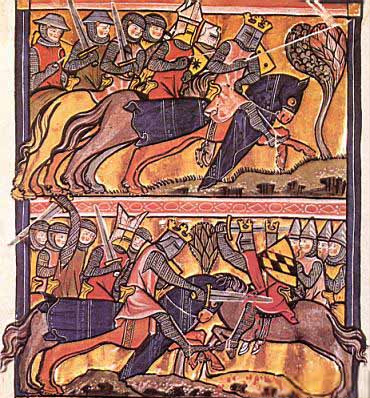
Szene zu Strickers 'Karl', aus der Handschrift St. Gallen

Strickers Daniel von dem Blühenden Tal ist ein nachklassischer Artusroman aus der ersten Hälfte des 13. Jahrhunderts und erzählt die fiktive Geschichte des Helden Daniel, der Artus im Kampf gegen den Feind König Matur beiseite stehen will. Sein Ziel führt ihn durch das wundersame und exotische Reich Cluse, wo er sich verschiedenen Monstren und Ungeheuern stellen muss, um die Menschen des bedrohten Dorfes zu beschützen.

## Literarische Bedeutung
So wie andere nachklassische Artusromane, z. B. Garel von dem Blühenden Tal von dem Pleier, galt auch Daniel von dem Blühenden Tal in der Forschung lange als qualitativ minderwertig. Die Eigenständigkeit in Bezug auf Stoff und Motive wurde lange Zeit nicht anerkannt.
Durch Vergleiche mit klassischen Artusromanen wie dem Iwein von Hartmann von Aue konnten jedoch eigene Gattungsmerkmale herausgearbeitet werden. Daniel von dem Blühenden Tal als wichtigstes nachklassisches Artusepos zeigt mindestens zwei wichtige und markante Abweichungen:
- Daniels Aventiuren sind ein Puzzle aus stofflichen Motiven verschiedener Gattungen und Epochen, sie weichen an vielen Stellen vom klassischen Artusroman ab.[2]
- Die oftmals aus der griechisch-mythologischen Stofftradition, allem voran den homerischen Epen und der Perseussage, entlehnten Ungeheuer und Monstren lassen sich nicht durch rohe Gewalt und Muskelkraft töten, wie es bei den klassischen Artusromanen der Fall ist, sondern können wie bei Odysseus nur durch Klugheit und List besiegt werden.

Darüber hinaus hat die Minne einen ganz anderen Stellenwert als in den klassischen Artusromanen.
Daniel stellt somit eine einzigartige Figur in der Welt der Artusromane dar.

## Daniel und das Motiv der List
Strickers 'Daniel' stellt besonders in Bezug auf die Artusepik eine Neuerung dar. War der ursprüngliche ideale Held stark und tapfer, so steht bei Daniel der Intellekt im Vordergrund. Dabei ist besonders hervorzuheben, dass das mittelhochdeutsche Wort list nicht die gleiche Bedeutung wie das entsprechende neuhochdeutsche Wort hat. Die Brüder Grimm definierten es folgendermaßen:
„List, das was man kann, Kenntnis einer Sache und Fertigkeit sie anzuwenden; mit dem alten Kunst [herv. d. Verfasser] identisch und namentlich auch in der Bedeutung der heutigen Wissenschaft gebraucht. […] List, in engerem sinne, der einzelne Kunstgriff, kluge Anschlag, die kluge Maßregel […] List, die Klugheit, Weisheit selbst, auch die göttliche […] häufig aber die Schlauheit, das hinterhältige rechnen zu Gunsten eines eigenen Vorteils, eine Bedeutung, die schon in der alten Sprache Boden gewinnt.“
Somit erfuhr der Begriff eine Bedeutungsverengung. Heute konnotiert man mit List ein eher negatives Attribut, auf das die Brüder Grimm im letzten Satz eingehen. Wichtig in diesem Zusammenhang ist also, dass mit list Klugheit, Weisheit und Kunst gemeint ist, die eine gewisse Art von Hinterlist mit einschließt. Dadurch, dass Daniel über Stärke und Intellekt verfügt, wird er zu einer neuen Art von idealem Ritter.
In Strickers 'Daniel' ist dieses neue Ideal jedoch nicht exklusiv auf Daniel ausgerichtet. Auch die anderen Ritter zeigen listige Züge wie etwa Gawein, als er die Ritter darauf hinweist, dass sie dem Riesen die Augen ausstechen sollten. Damit schuf der Stricker eine Neuerung in der Gattung des Artusromans. Ingeborg Hendersen schrieb 1976 in ihrer Interpretation zum 'Daniel':
„Die Art, in der er Schlüsselinhalte des klassischen Artusromans ändert, weisen ihn über jedes Epigonentum im Sinne unkritischer Nachahmung hinaus, denn sie offenbaren Auseinandersetzung mit der arthurischen Wertewelt und Stellungnahme zu zeitgenössischer Problematik.“
Somit gehört Strickers 'Daniel von dem blühenden Tal' nicht zu den klassischen, sondern zu den nachklassischen Artusromanen.

## Handlung
Inhaltsübersicht
|                                   | Vers         | Inhalt |
| --------------------------------- | ------------ | --- |
| Prolog                            | V. 1-142     | Der Autor stellt sich vor und gibt den Grund für das Verfassen und die Quelle dieses Werkes an. |
| Am Artushof                       | V. 143-1001  | Daniel nähert sich dem Artushof und wird von den Rittern gestellt. Er besiegt jeden, der sich ihm in den Weg stellt. Nur die Kämpfe mit Gawein, Iwein und Parzival bleiben unentschieden. Aufgrund seiner ritterlichen Tüchtigkeit wird Daniel sofort in die Tafelrunde aufgenommen. Ein Riese kommt als Bote im Auftrag seines Herren König Matur von Cluse an den Artushof und richtet Artus und seinen Rittern aus, dass sie sich König Martur unterwerfen sollen und dies eine Ehre darstellen würde. Gawein wendet die erste List an, indem er den Riesenboten um eine Woche Frist bittet, in der man Untertanen versammeln wolle, um ihm dann in das Reich Cluse zu folgen und Matur zu huldigen. Der Bote willigt ein und Artus bereitet einen Heereszug gegen Matur vor. Daniel kann es jedoch nicht abwarten und möchte vor den anderen Rittern in Cluse sein, also bricht er heimlich auf. |
| Die Juran-Episode                 | V. 1002–1786 | Daniel folgt der Spur des Riesen und begegnet auf dem Weg der Tochter des Herzogs vom Trüeben Berg, die von dem Zwerg Juran bedrängt wird. Juran besitzt ein alles schneidendes Wunderschwert und da Daniel von dem Riesen weiß, dass der Eingang ins Land Cluse von dessen Bruder bewacht wird, der durch seine undurchdringliche Haut unverwundbar ist, entschließt Daniel sich den Zwerg zu besiegen. Daniel überzeugt den Zwerg Juran davon, sein Wunderschwert abzulegen, um die Herzogstochter durch einen gerechten Zweikampf zu beeindrucken. Als der Zwerg während des Zweikampfes zu verlieren droht, rennt er zum Wunderschwert, doch Daniel erreicht es früher und köpft den Zwerg mit dessen Schwert. Die Herzogstochter bietet ihm zur Belohnung ihre Hand und ein Herzogtum, doch Daniel lehnt ab und reitet weiter. |
| Die Bauchlosen                    | V. 1787–2701 | Als Daniel durch die Grafschaft vom Liehten Brunnen reitet, bittet die Herrin der Grafschaft ihn um Hilfe gegen eine Schar blutsaugender Kopffüßer, die das Land tyrannisieren. Der Anführer beschafft das Menschenblut mit Hilfe eines Hauptes, welches er in der Hand trägt und das durch seinen bloßen Anblick Menschen töten kann. Daniel lässt sich von der Gräfin einen Spiegel geben, mit dessen Hilfe er den direkten Blickkontakt mit dem tödlichen Haupt vermeidet und somit den Anführer erschlagen kann. Das tödliche Haupt benutzt er dann zur Vernichtung der anderen Ungeheuer, behält es jedoch nicht, da er sich von seinem Gebrauch keine Ehre verspricht. Er befreit den Landsherren, der in Gefangenschaft der Ungeheuer war. Dieser begleitet Daniel nun aus Dankbarkeit. An einem idyllischen Ort begegnet ihnen ein Ritter mit einem Gefangenem, der grußlos an ihnen vorbeireitet. Der Landesherr nimmt die Verfolgung bis zum Eingang zum Land zur Grüenen Ouwe auf. Versehentlich löst der Landsherr einen Flutmechanismus aus, der den Eingang für Daniel nun unpassierbar macht und er ausgesperrt bleibt. Daniel wartet auf die Rückkehr des Grafen. Doch als dieser nach einer Woche nicht zurückkehrt, reitet Daniel weiter bis nach Cluse, da er vor dem Eintreffen des Artusheeres den Wächterriesen besiegen möchte. |
| Erste Maturschlacht               | V. 2702-3936 | Am Eingang des Landes Cluse angekommen, besiegt Daniel den Wächterriesen mit dem Wunderschwert Jurans. Das Artusheer trifft ein und sie können passieren. Matur stellt sich ihnen an der Spitze der ersten der sieben Heerscharen Cluses entgegen. In einem Zweikampf wird Matur von Artus getötet. Dieser tut sich auch in der darauffolgenden Massenschlacht hervor, ebenso wie Daniel, der nun auch den Botenriesen mit dem Wunderschwert tötet und dadurch zum Sieg des Artusheeres beiträgt. In der Nacht nach der ersten Schlacht stiehlt sich Daniel erneut aus dem Kreis der Gefährten, dieses Mal, um den Grafen vom Liehten Brunnen zu suchen. |
| Der Sieche                        | V. 3937-4968 | Daniel reitet zurück zum Eingang des Landes zur Grüenen Ouwe, der nun wieder passierbar ist. Er trifft auf den Ritter, den der Graf verfolgt hatte. Es kommt zu einem Kampf, den Daniel trotz des Wunderschwertes nicht gewinnen kann, da der Ritter die undurchdringliche Haut eines Meerweibes unter der Rüstung trägt. Es gelingt ihm jedoch, ihn kampfunfähig zu machen. Nachdem Daniel die Eingangspassage durchschreitet verfängt er sich in einem unsichtbaren Netz, das die Tochter des Landesherren, Sandinose, dort angebracht hatte. Als Bedingung seiner Freilassung verlangt sie, dass Daniel ihr hilft. Ein kahlköpfiger, rothäutiger Mann, der sich von einer Krankheit zu heilen versucht, badet wöchentlich in Männerblut. Seine Opfer macht er durch seine hypnotisierende Stimme willenlos. Daniel mischt sich unter die Betörten, indem er sie nachahmt. Als der Sieche das erste Opfer abstechen will, enthauptet Daniel ihn mit seinem bis dahin verborgen gehaltenen Schwert. Damit ist auch der Graf vom Liehten Brunnen befreit, der sich unter den Hypnotisierten befand. Der Ritter, mit dem Daniel zuvor gekämpft hatte erweist sich als der Landsherr. Dieser, der Graf und Daniel machen sich nun zurück nach Cluse. |
| Weitere Maturschlachten           | V. 4969-5714 | Es folgen drei weitere Schlachten. In der Schilderung der ersten werden vor allem die Heldentaten einzelner Kämpfer hervorgehoben. Insbesondere die von Artus und Daniel sowie Gaweins, Parzivals und Iweins und auch die von Daniels gewonnenen Mitstreitern. Die zweite Schlacht wird nur kurz beschrieben. Die Kampfmoral der Ritter Maturs lässt nun allmählich nach. Die Schilderung der dritten ist eine Kombination aus Darstellungen von Einzel- und Massenkämpfen. |
| Siegeslist und Politik der Sieger | V. 5715-6884 | Den Sieg des Artusheers führt eine List Daniels herbei: Der Riesenbote hatte ihnen von einer goldenen Tierstatue erzählt, die ein Banner im Maul trägt. Nimmt man dieses Banner heraus entfährt der Statue ein Schrei, der jeden Ritter betäubt und vom Pferd fallen lässt. Daniel trägt den Rittern Artus’ nun auf, sich ihre Ohren mit Wachs zu stopfen und entfernt dann das Banner aus dem Maul des Tieres, so dass alle feindlichen Ritter zu Boden fallen und sich ergeben. Nach ausführlicher Besprechung mit ihren Ratgebern entschließt sich Maturs Witwe Danise zum Friedensschluss mit Artus. Auf Gaweins Vorschlag hin werden Daniel und Danise verheiratet. Es findet ein großes Fest statt, bei dem hunderte Witwen und Jungfrauen mit ledigen Rittern verheiratet werden. Da es zu viele Frauen gibt, werden 600 Knappen zu Rittern geschlagen und ebenfalls mit den Frauen Cluses verheiratet. |
| Die Riesenvaterepisode            | V. 6885-7888 | Das Fest wird durch das Erscheinen des Vaters der beiden getöteten Riesen gestört. Er will Rache und schlägt Artus zum Schein ein Spiel vor, für das man ihm Platz schaffen müsse. Als alle zurücktreten packt er König Artus, klemmt ihn unter den Arm und läuft mit ihm ins Gebirge. Daniel, Gawein, Parzival und Iwein reiten ihm nach, können ihn jedoch nicht einholen. Der Riesenvater setzt Artus auf einer Felsspitze ab. Daraufhin fordert er den besten Kämpfer auf, gegen ihn anzutreten. Wegen des Verbots von Selbstlob, das unter Rittern besteht, geraten sie in ein Dilemma, welches Parzival bricht. Dieser wird nun auch auf einen Felsen platziert. Daniel bricht ins Land zur Grüenen Ouwe auf, um Sandinose um Unterstützung zu bitten: Mit Hilfe ihres Netzes gelingt es, den Riesenvater einzufangen. Daniel schafft es den Vater zu überzeugen, dass der Mord an seinen Söhnen nur Notwehr war. Gegen Aushändigung des Netzes sowie einer Augensalbe, mit der dieses sichtbar gemacht werden kann, erklärt er sich schließlich bereit, Artus und Parzival aus der Gefangenschaft zu befreien. |
| Schluss                           | V. 7889-8483 | Nach der wohlbehaltenen Rückkehr Artus’ und Parzivals nimmt das Fest wieder seinen Lauf. Auch Ginover und die übrigen Damen des Artushofes aus Britanie kommen hinzu. Sandinose wird mit Beladigant verheiratet. Der Riesenvater erhält das Land, das er von Matur als Lehen hatte. Zum Schluss gibt es einen kurzen Ausblick auf Daniels Herrschaft im Reich Cluse. Das Werk endet mit dem kollektiv ausgesprochenen Wunsch, in Gottes Reich zu gelangen. |

## Überlieferungen und Forschungslage
Soweit bisher bekannt befinden sich in Deutschland drei Codices: einer in Dresden, der zweite in Frankfurt und der dritte in München. Zwei weitere werden in Kopenhagen und Krakau archiviert. Die erste mittelhochdeutsche Ausgabe des Daniel von dem Blühenden Tal wurde mit umfangreichen Anmerkungen von Gustav Rosenhagen im Jahr 1894 herausgegeben. Fast ein Jahrhundert später, im Jahr 1992, erschien die erste aus dem Mittelhochdeutschen ins Neuhochdeutsche übertragene Ausgabe von Helmut Birkhan, die ebenfalls mit Einleitung und Anmerkungen versehen wurde. Zuletzt wurde im Jahre 1995 Michael Reslers neubearbeitete Auflage publiziert.
Mit der ersten Analyse des Textes von Rosenhagen hielt sich in der Wissenschaft lange die Meinung Strickers Werk sei zweitrangig. Lange Zeit wurde Strickers Daniel von dem Blühenden Tal als „Abenteuergeschichte ohne Geist und Sinn“ abgetan. Diese Meinung begründete sich darin, dass Strickers 'Daniel' dem ehemals vorherrschenden Ideal der Originalität nicht entsprach, da sich sehr viele Anlehnungen an Hartmann von der Aues 'Iwein' feststellen ließen. Dieses Ideal, das aus der Renaissance stammt, besagt, dass nur das Original als 'erstklassig' und erstrebenswert anzusehen sei. Auch Werner Schröder schrieb, dass „alle Bemühungen, den Roman mit Tiefsinn zu betrachten [ein] Versuch am untauglichen Objekt“ seien.
Abgesehen von der von Rosenhagen initiierten Bewertung des 'Daniel' als minderwertigen Artusroman, war man sich in der Forschung schnell darüber einig, dass der Stricker den 'Iwein' gekannt haben und darauf Bezug genommen haben muss. Dennoch wurden diese Erkenntnisse laut Ralf G. Päsler lange nicht weiter verfolgt. Forscher wie Uwe Meves beschäftigen sich mit der Beziehung der mittelalterlichen Dichter untereinander und den historisch-soziologischen Bedingungen ihrer Arbeit. Da es darüber jedoch kaum Überlieferungen gibt und aufgrund der ungesicherten biografischen Daten sei laut Päsler jedoch nicht feststellbar, ob der Stricker und Hartmann von der Aue einander wirklich kannten.
Erst die Beiträge ab den 1970er Jahren, bemühen sich die Eigenart des Romans zu erfassen und besonders die Andersartigkeit in Minne- und Listthematik zu untersuchen. Ingeborg Henderson sieht im 'Daniel' beispielsweise „einen Beweis für die erstaunliche Bildung des Dichters und seine bewußte Hinwendung zum aktuellen Thema“. Die eigentümliche Arbeitsweise des Dichters orientiere sich an traditionellem Erzählgut, um dann bewusst davon abzuweichen und somit neue Akzente zu setzen.
Markus Wennerhold zeigt in seinen Ausführungen, dass gerade der Prolog das Interesse der Wissenschaft gefunden habe. Über den Vergleich des 'Iwein'- und 'Daniel'-Prologs arbeitete unter anderem Peter Kern heraus, dass der 'Daniel' nur im Rückbezug auf seine Quellen wirklich verstanden werden kann.

„Bereits im Prolog setzt der Stricker durch die Übernahme des ‚Iwein‘-Prologs im Modus der Interpretation ein Gattungssignal und erweckt damit bestimmte Erwartungen beim Publikum.“

In der neueren Forschung ist man sich überwiegend darüber einig, dass Strickers 'Daniel' ganz und gar kein minderwertiger oder zweitklassiger Artusroman ist. Die Tatsache, dass der 'Daniel', wie u. a. auch Rosenhagen in seinen Anmerkungen bestätigt, einen sehr stringenten und wohlüberlegten Aufbau verzeichnen lässt, spricht laut Päsler bereits dafür, dass auch die Entlehnungen und „literarischen Anspielungen ebenso zweckmäßig und zielgerichtet eingesetzt werden“. Man geht mittlerweile also davon aus, dass der Stricker ein erstklassiger Dichter war, dessen Botschaften seiner Texte lange verkannt wurden.
Neben der aus heutiger Sicht nicht verkennbaren Tatsache, dass ein Bezug zwischen dem 'Iwein' und dem 'Daniel' besteht, werden in der Forschung weitere Punkte viel diskutiert. Bereits Rosenhagen stellte im 'Daniel' sogenannte Gattungsabweichungen fest. Obwohl Strickers 'Daniel' eindeutig der Gattung Artusroman zuzuordnen ist, lassen sich Elemente aus Volksmärchen (Vampirismus), Antike (Perseusmythos), Ikonografie (das bauchlose Ungeheuer) und zeitgenössischer Gattungen, wie Alexanderroman und Artusroman finden.

## Griechisch-mythologische Einflüsse
Bei den verschiedenen Strömungen, die in die wunderbare Welt Clûse einfließen, fällt besonders auf, dass – im Gegensatz zu den Motiven aus zeitgenössischer Literatur – die aus der griechischen Mythologie mehrere Episoden durchweben. Die Fabelwesen im 'Daniel' entstammen auffälligerweise zum größten Teil der stofflichen Tradition des Mittelmeerraums und der griechischen Mythologie und nicht etwa den nordischen Kulturkreisen, zu denen eher Drachen, Basilisken und phantastische Tiere gehören, die Teil der klassischen mittelalterlichen Romane waren.
Einige Passagen in Strickers 'Daniel' erinnern stark an Stoffe und Motive der homerischen Epen. So setzen sich beispielsweise einige Fabelwesen aus Episoden der 'Odyssee' oder anderer griechischer Mythen wie der Perseussage zusammen.

### Das Polyphem-Motiv (Daniel v. 432-504 und 3146ff.)

Cyclops and Odysseus vase painting

Gustav Rosenhagen war der Erste, der erkannt hat, dass der Stricker in seinem 'Daniel' das Polyphem-Motiv übernommen hat. Auch Johanna Reisel ist der Meinung, dass in dem geblendeten Riesen unschwer der Polyphem der 'Odyssee' wiederzuentdecken sei. Wie Odysseus erschlägt Daniel den Botenriesen nicht gleich zu Beginn. In beiden Fällen ist der Grund ein pragmatischer, denn ohne Polyphem kommen Odysseus und seine Männer nicht aus der Höhle, und ohne den Botenriesen kommen die Artusritter nur schwer nach Cluse. Wie in der 'Odyssee' ist auch der Eingang zum Land zur Grüenen Ouwe durch einen Felsblock versperrt (Dan. v. 2481–2484). Die erste Schlacht und der Kampf mit dem Riesen verläuft wie die Polyphemepisode. Die Gemeinsamkeit zwischen Polyphem und dem Riese im 'Daniel' ist, dass sie übermächtige Gegner sind, die nicht auf herkömmliche Weise getötet werden können. Deswegen müssen die Helden zu einer List greifen, um den Riesen zu überwältigen und ihr Leben zu retten (Dan. v. 3158-3170 und Od. v. 331-375). Wie auch Polyphemos, schlägt der Botenriese vor Wut und Zorn blind um sich und tötet zahlreiche Ritter Artus. Gerade das Bild des geblendeten, tobenden Giganten ist sowohl im 'Daniel' als auch in der 'Odyssee' breit ausgemalt. Ähnlich wie Odysseus, sehen sich die Artusritter gezwungen eine List anzuwenden und mischen sich unter die Feinde. In diese Szene kommt wie in der 'Odyssee' die Namensverhehlungslist zum Einsatz. Odysseus nennt dem Kyklopen absichtlich einen falschen Namen, um ihn in die Irre zu führen und sich dadurch vor den anderen Kyklopen zu schützen. Auch die Artusritter geben sich als jemand, aus der sie nicht sind, um sich vor den Feinden zu schützen. Die Feinde, also die Ritter Maturs, übernehmen im 'Daniel' die Rolle, die die Böcke in der 'Odyssee' gespielt haben. In beiden Fällen mischen sich die Männer unter die „Freunde“ des Riesen, stellen sich also schützend hinter diejenigen, die der Riese nicht antasten würde. Da der Riese unter dem Dienste des Königs Matur steht und für ihn kämpft, darf er seine Männer nicht töten und der Kyklop aus der 'Odyssee' kann seine Schafe nicht töten, da er sie braucht, um sich zu versorgen. Er streicht ihnen, während sie die Höhle verlassen, über den Rücken. Da die Männer sich unter den Bäuchen befinden, können sie ihm entkommen (Od. 440-446).

### Das bauchlose Ungeheuer (Daniel v. 1870ff.)

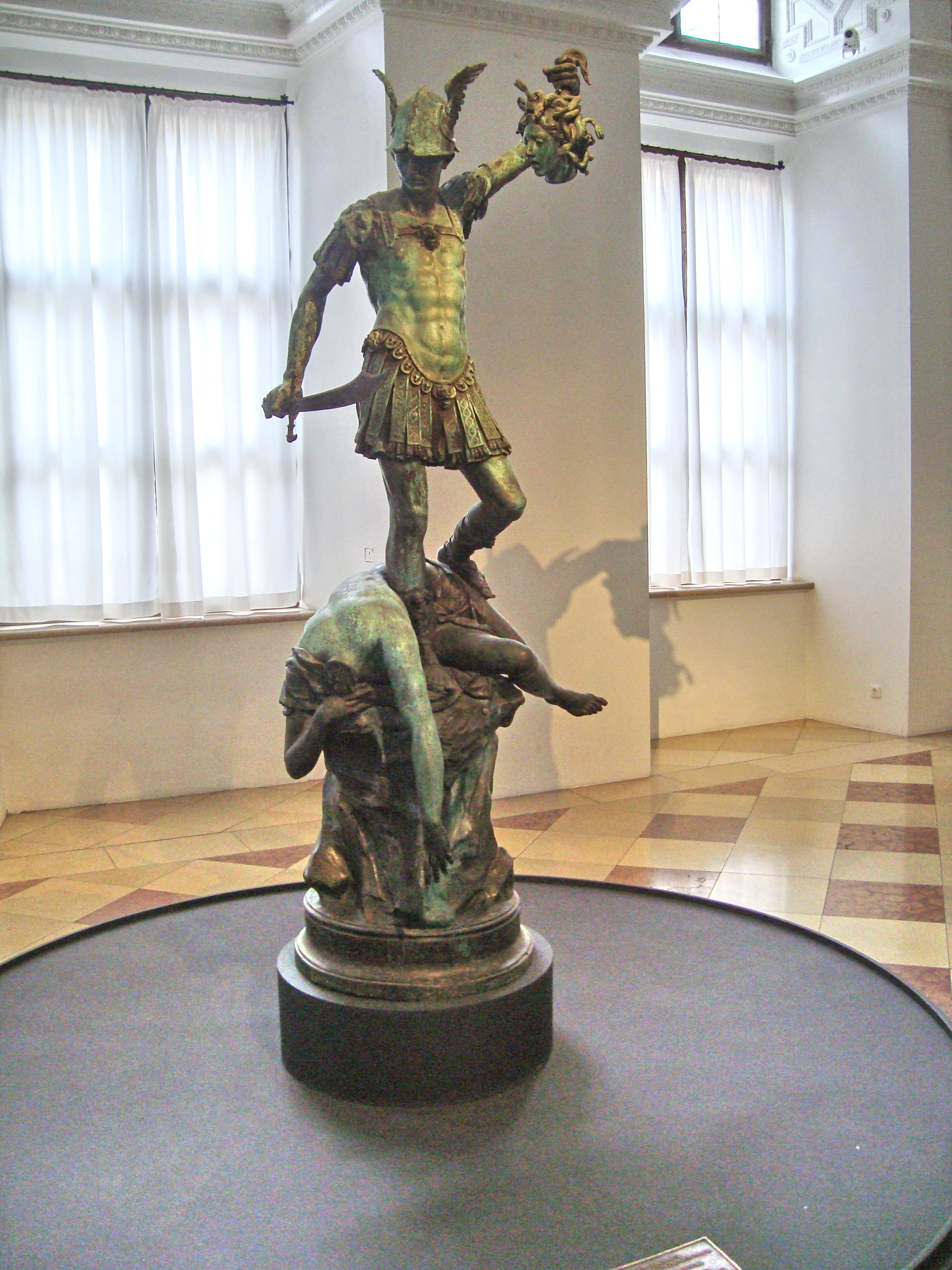
Perseo von Benvenuto Cellini. Bronze auf Marmorsockel. 1545–1554. Unter der Loggia dei Lanzi, Florenz. Die Skulptur zeigt die Episode in der Perseussage, in der er Medusa das Haupt abschlägt.

Der Bauchlose vereint verschiedene stofflichen Motive miteinander. Zum einen nimmt er ein „houbet an die hant swenn er die liute tœten wil“ (Daniel v. 1902f.). Dieses abgetrennte Haupt, das er mit sich führt, um seine Feinde zu töten, stellt eine eindeutige Parallele zum Gorgonenkopf des Perseusmythos dar. In der Sage geht es um den jungen Perseus, der, um beseitigt zu werden, vom König Polydektes geschickt wird, das Haupt der Medusa zu holen. Denn jeder, der es ansieht, wird versteinert. Perseus erhält jedoch Hilfe von den Göttern Hermes und Athene und macht sich, ausgerüstet mit einer Tarnkappe, einer Zaubertasche und ein paar Flügelschuhen auf den Weg, die einzig sterbliche der Gorgonenschwestern, Medusa, zu köpfen. Dadurch, dass Athene ihm das Spiegelbild der Medusa in seinem Schild zeigt, kann Perseus sie ansehen ohne zu versteinern. Er schneidet ihr den Kopf ab, steckt ihn in die Zaubertasche und kann mit Hilfe der Tarnkappe und der Flügelschuhe vor den anderen Gorgonen Stheno und Euryale fliehen. Er verwendet das Haupt, um Phineus, der ihm die ihm versprochene Braut Andromeda stehlen will, zu töten und schenkt es dann Athene.
Das Spiegelmotiv wird im 'Daniel' auf ähnliche Art und Weise eingesetzt: Daniel bittet die Frauen des Dorfes um einen Spiegel, um den Bauchlosen sehen zu können, ohne von dem Haupt getötet zu werden. Er schneidet dem Ungeheuer Arme und Beine ab und ergreift das Medusenhaupt, um das Heer der Bauchlosen zu töten. Danach schmeißt er es ins Meer (Dan. v. 2075ff.). Im Gegensatz zur Perseussage wird das Ungeheuer im 'Daniel' durch seine eigenen Waffen geschlagen. Der Spiegel hat hier die Funktion des Schutzes vor dem tödlichen Blick, aber auch die der Waffe, da der Bauchlose sich durch den Blick in den Spiegel selbst tötet. Perseus dagegen verwendet den Spiegel nur, um sich zu schützen. Durch ihn kann er die Medusa sehen und besiegen, ohne sie anschauen zu müssen. Wie Perseus rettet auch Daniel eine Dame aus den Händen eines Tyrannen, der ein ganzes Gefolge mit sich führt.

### Der kahlköpfige Sieche (Daniel v. 4375ff.)

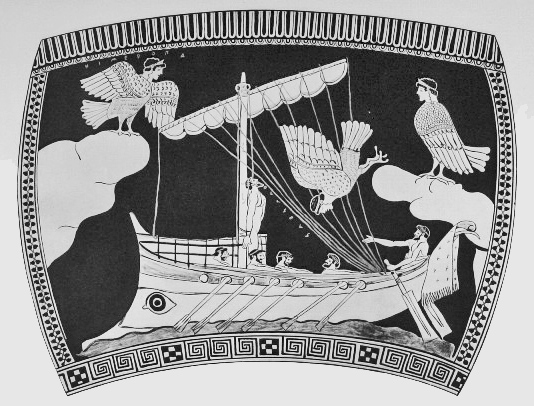
Abbildung des Sirenen-Mythos in Homers Odyssee

Daniel begegnet dem kahlköpfigen und roten Siechen während seiner Aventiure von der Grüenen Ouwe. Nachdem er sich in einem unsichtbaren Netz verfangen hat, kommt Sandinôse, die Tochter des Grafen der genannten Länderei, herbei. Sie erzählt ihm von dem Leid, dass vor einem Jahr über die Grüene Ouwe gekommen ist. Ein roter und kahler Mann, der dem Teufel glich, kam zu einem Fest in das Dorf. Mit seiner Stimme konnte er alle Menschen hypnotisieren und willenlos machen. Er erklärte ihnen, dass er ein ganzes Jahr lang, jede Woche ein Bad aus dem Blut der Männer nehmen müsste, um sein Siechtum, seine Krankheit, zu heilen. Neben seiner betörenden Stimme hat er die Fähigkeit, Menschen in Steine oder Tiere zu verwandeln (Dan. v. 4376-4425). Hier lassen sich Bezüge zum Sirenen-Mythos aus Homers 'Odyssee' feststellen. Er lässt sich von Sandinôse beraten, wie man den Siechen am besten töten könnte, ohne selbst durch seine Worte dumm und willenlos zu werden. Auch Odysseus lässt sich von Kirke beraten, wie er unbeschadet an den Sirenen vorbeifahren kann:
Nimm Wachs vom Honig und knete es,
Stopfe damit den Gefährten die Ohren! Es darf von den andern
Auch nicht ein einziger etwas vernehmen. Doch du, wenn du wolltest,
Höre sie! Stelle dich aufrecht, grad an den Halter des Mastbaums,
Lasse dich binden an Händen und Füßen im hurtigen Fahrzeug,
Laß dann die Enden am Mast noch einmal verknoten: dann hörst du
Schwelgend das Lied der Sirenen. Doch bittest du oder befiehlst du,
Daß die Gefährten dich lösen, dann sollen sie stärker noch fesseln. (Od. XII,37-55)
Wie die Sirenen verfügt der Sieche über Fähigkeiten, den Menschen allein durch seine Worte, Willens- und Entscheidungskraft zu nehmen. Daniel muss dem Siechen jedoch nah genug kommen, um ihn töten zu können, fürchtet jedoch ebenfalls, hypnotisiert und getötet zu werden. Aus diesem Grund erzählt er dem Fräulein von der Idee, sich die Ohren mit Wachs zu verstopfen:
ich hân mich schiere des benomen / daz er mit mir niht enschaffet, / swie vil er geklaffet, / daz ich des niht darf vertôren, / ich schiube für mîn ôren / ein vil wolgebertez wahs. / sô hân ich ein guot sahs, / mac ich im genâhen, / er muoz den schaden gevâhen. / ich hân ein swert alsô guot / und hân ouch alsô guoten muot / daz ichn wol verhouwe. (Dan. v. 4572-4583)
Das Fräulein jedoch sagt, dass das eine schlechte Idee sei, denn der Sieche kann die Menschen nicht nur hypnotisieren, sondern auch in Steine oder Tiere verwandeln (Dan. v.4593-4605). Für beide Fähigkeiten lassen sich Bezüge zur griechischen Mythologie finden. Aus Ovids 'Metamorphosen' (Met. v. 779), Hesiods 'Theogonie' (Theo. v. 270-274) und Homers 'Odyssee' (Od. XI, 634), sind die Gorgonenschwestern bekannt, die die Menschen durch bloßes Anschauen in Steine verwandeln können (im Fall der 'Odyssee' ist es nur ein Gorgo). Die Zauberin Kirke aus der 'Odyssee' ist wie der Sieche in der Lage, Menschen in Tiere zu verwandeln. So verwandelt sie im zehnten Gesang die Hälfte der Männer des Odysseus in Schweine (Od. X,230-260). Daniel verwirft aus den genannten Gründen die Idee des Ohrenverstopfens wieder. Er entscheidet sich dafür, sich unter die Hypnotisierten zu mischen und ihre Bewegungen und Worte nachzuahmen, um dem Siechen dann in einem günstigen Moment den Kopf abzuschlagen. Die Imitationslist hat Erfolg und die Ritter werden von dem Bann erlöst (Dan. v. 4792-4809). Man erkennt die Parallelen zur 'Odyssee' zum einen an der Idee, die Ohren mit Wachs zu verstopfen, um etwas nicht zu vernehmen, was einem schaden könnte, zum anderen an der Figur des Siechen selbst, die der Figur der Sirene ähnelt. Der Zweck ihres Gesangs ist der gleiche, wie der seiner Worte. Beide wollen den Tod der Personen, die sie betören. Um vom Siechen nicht entdeckt zu werden, ahmt Daniel die torenhaften Bewegungen der Opfer nach (Dan. v. 4759-4769). Dieses Verhalten erinnert an die Szene aus der 'Odyssee', die von der Ankunft der Gesandten des Agamemnon und Menelaos erzählt. Wie Daniel gab auch Odysseus vor, wie von Sinnen zu sein, um nicht am Trojanischen Krieg teilnehmen zu müssen. Die Abgesandten aber durchschauten seinen Plan (Od. XXIV,155ff).
Auffällig bei den Fabelwesen im 'Daniel' ist, dass sie sich aus verschiedenen stofflichen Traditionen zusammensetzen. Die drei ausgewählten Monstren aus dem 'Daniel' mischen vor allem stoffliche Motive aus mittelhochdeutscher Epik, Legendendichtung und Volksmythologie. Alle drei verbinden aber vor allem griechisch-mythologische Elemente. Die antiken Motive ziehen sich durch die Einzelaventiuren und verweben diese miteinander. So wird beispielsweise das Motiv der Blendung bereits zu Anfang am Artushof von Gawein vorbereitet und in der ersten Schlacht wieder aufgegriffen. Auch das Motiv des Ohrenverstopfens wird in der Aventiure mit dem Siechen angesprochen, kommt jedoch erst in der vierten Schlacht zum Einsatz.
Die vielen intertextuellen Bezüge lassen zum einen auf profunde Textkenntnisse und Gelehrsamkeit des Strickers schließen, die sich nicht nur auf mittelhochdeutsche Epik beziehen, sondern noch darüber hinaus Kenntnisse antiker Sagen einschließen. Die Gattungsmischungen scheinen jedoch sehr bedacht und gut konstruiert zu sein, was auf einen tieferen Sinn schließen lässt. Denkbar wäre die These von Gustav Rosenhagen und Matthias Meyer, dass der Stricker sich in die damalige Gattungsdiskussion einschalten wollte:
„Der Stricker geht in der Gestaltung des Daniel enzyklopädisch vor und beweist so, daß es möglich ist, jegliches literarisches Motiv der Gattung gemäß umzugestalten.“
Zu der Frage nach der Funktion der motivlichen Verknüpfungen einzelner Episoden schreibt Meyer:
„Sie bewirkt meist eine Ausrichtung des Romans auf den Helden. Dabei ist als wichtigstes Prinzip das der Wiederholung bzw. Doppelung zu nennen.“
Die Ausrichtung auf den Helden könnte dazu gedient haben, das Motiv der List hervorzuheben. Die Verwendung von homerischen Stoffen, zur Verknüpfung der einzelnen Episoden, könnte dies außerdem bekräftigen, da Odysseus als Prototyp listigen Verhaltens gesehen wird. Da die Aventiuren durch die übernatürlichen Fähigkeiten der Fabelwesen ausweglos scheinen, fordern sie mehr als nur Stärke, Tapferkeit und Mut, die die Artusritter der klassischen Artusromane mitbringen. Der Einsatz des menschlichen Verstandes in Verbindung mit den klassischen Tugenden der Artusritter bietet im 'Daniel' die Lösung. Im Umkehrschluss wird die List erst durch die besonderen Umstände, in denen sich der Held befindet, legitimiert und soll durch die Wiederholungen hervorgehoben werden. Somit könnten die Fabelwesen im 'Daniel' die Funktion haben, das vom Stricker für den Artusroman eingeführte Ideal der List zu bekräftigen und zu legitimieren.

### Forschungsliteratur
- Karl Albert (1983): Hesiodus. Theogonia. Hesiod (Hrsg.). Übers. u. Erl. Von Karl Albert. 2., durchg. Aufl. Sankt Augustin: Richarz. [Theo.]
- Georg Friedrich Benecke, Karl Lachmann, Ludwig Karl (1981): Hartmann von Aue. Iwein. Text der 7. Aufl. übers. und Anm. v. Thomas Cramer. 3. durchg. u. ergänz. Aufl. Berlin: Walter de Gruyter. [Iw.]
- Helmut Birkhan (1992): Daniel von dem blühenden Tal vom Stricker. Aus d. Mittelhochdt. Übertr., mit e. Einf. u. Anm. versehen von Helmut Birkhan. Kettwig: Phaidon (Erzählungen des Mittelalters Bd. 5).
- Helmut De Boor (1957): Der Daniel des Stricker und der Garel des Pleier. In: Beiträge zur Geschichte der Deutschen Sprache und Literatur Bd. 79. S. 67–84.
- Helmut Brall: Strickers „Daniel von dem Blühenden Tal“. Zur politischen Funktion späthöfischer Artusepik im Territorialisierungsprozeß. In: Euphorion. Band 70, 1976, S. 222–257.
- J. u. W. Grimm (1885): Deutsches Wörterbuch. Bd. 6. Leipzig. Sp. 1065 ff. Siehe auch unter .
- Ingeborg Henderson (1976): Strickers Daniel von dem Blühenden Tal: Werkstruktur und Interpretation unter Berücksichtigung der handschriftlichen Überlieferung. Amsterdam: John Benjamins B. V.
- Peter Kern (1974): Rezeption und Genese des Artusromans. Überlegungen zu Strickers 'Daniel vom Blühenden Tal', ZfdPh 93, Sonderheft [1974], 18-42.
- Claude Lecouteux (1977): Das bauchlose Ungeheuer des Strickers 'Daniel von dem blühenden Tal'. In: Euphorion Bd. 71. S. 272–276.
- Ralf G. Päsler (2009): Hartmann beim Wort genommen? Überlegungen für eine neue Lektüre von Strickers 'Daniel von dem Blühenden Tal'. In: Mayer, Cord; Päsler, Ralf G; Janßen, Matthias: forschen, denken, wizzen. Vom Wert des Genauen in den 'ungenauen Wissenschaften'. FS für Uwe Meves zum 14. Juni 2009. Stuttgart: S. Hirzel Verlag.
- Johanna Reisel (1986): Zeitgeschichtliche und theologisch-scholastische Aspekte in „Daniel von dem blühenden Tal“ des Strickers (= Göppinger Arbeiten zur Germanistik. Band 464). Göppingen: Kümmerle, ISBN 3-87452-699-2.
- Gustav Rosenhagen (1890): Untersuchungen über Daniel vom Blühenden Tal vom Stricker. Phill. Diss. Kiel: Schaidt.
- Markus Wennerhold (2005): Späte mhd. Artusromane. 'Lanzelot', 'Wigalois', 'Daniel von dem Blühenden Tal', 'Diu Crône'. Bilanz der Forschung 1960–2000. Würzburg: Konigshausen & Neumann. (Würzburger Beiträge zur deutschen Philologie; 27). Würzburg, S. 129–181.
- Regina Pingel (1994): Ritterliche Werte zwischen Tradition und Transformation. Zur veränderten Konzeption von Artusheld und Artushof in Strickers Daniel von dem blühenden Tal. Frankfurt am Main: Peter Lang.
- W. Schröder (1968): und zuckte in uf als ein schoup.Parodierte Artus-Herrlichkeit in Strickers 'Daniel', in: Sprache und Recht. Beiträge zur Kulturgeschichte des Mittelalters. FS für Ruth Schmidt-Wiegand zum 60. Geburtstag, Bd. 2. hg. von K. Hauck u. a., Berlin u. a., S. 814–830.